# 宇敷の定理
宇敷の定理（うしきのていり、英: Ushiki's Theorem）は、複素関数論における定理であり、日本の数学者宇敷重広にちなんで名付けられた。宇敷は、行儀のよい関数は、ある種の行儀のよい不変多様体を持つことができないと述べた。